# 腦室外引流
腦室外引流（英文：external ventricular drain (EVD)，也稱為腦室造口（ventriculostomy） 或extraventricular drain）是用於治疗水腦或其他脑内正常的脑脊髓液循環受阻時的狀況，以引流降低颅内压的手術與装置。除了移除腦室內的液體以外，還可以监测颅内压 。如果發生并发症（例如出血），可能需要立即进行神经外科手术。 
腦室外引流可暫時治療水腦，如果其潛在病因無法獲得解決，可能需要將腦室外引流改為腦分流以作為长期治疗。 

## 置放
放置腦室外引流的導管時，通常在顱骨額部的科霍氏點（Kocher's point）鑽孔，將導管末端放置在侧脑室的前，或是第三腦室。   一般乃經由右側大腦放置导管，但有時會經由左側甚或雙側放置導管。  腦室外引流可用于监测导致腦脊液积聚增加的狀況，例如頭部外傷 ，  蛛网膜下腔出血 ，  腦內出血或其他导致病況。除了排出腦室液體，腦室外引流也可以引流出血；此重要性在於血液对脑组织有刺激性，可能引起血管痉挛等并发症。

## 照護
将腦室外引流導管的水平位置調整到应于颅底的参考点，通常是耳廓或外耳道 。將腦室外引流導管接到封闭的刻度管；該刻度管的高度由醫師視病人情形以及所需的引流程度設定，而由静水压力决定脑脊液的引流，因此家屬與訪客最好不要自行改病人的頭部位置。 
由腦室外引流可測得顱內壓，配合平均动脉压，可以計算腦灌注壓。 
{\displaystyle CPP=MAP-ICP}

## 并发症
放置腦室外引流是一种侵入性手术，可能的并发症如下： 

### 出血性併發症
沿着腦室外引流導管行經路徑可能發生出血。鑽孔時或穿透硬腦膜時如有困難，可能導致脑膜剝離而發生继发性出血（硬膜外或硬膜下出血）。這類出血可能危及生命，有時需要手術處理。如果患者凝血異常，放置腦室外引流導管導致出血的風險較高。 

### 机械性併發症
- 位置錯誤

乃指腦室外引流导管末端並未位于侧脑室或第三脑室中。而如导管穿过重要的腦區（例如内囊（internal capsule）或上部脑干），可能會出現症狀。 
- 阻塞

常是由于纤维性或血塊樣的物質堵塞腦室外引流導管，或室發生導管扭结而致引流不順。結果腦室壓力增高，大腦腫脹而可能導致永久性的損傷。對於這些細徑導管，醫護人員可能必须调整或冲洗之以嘗試處理阻塞。 
- 移位

放置腦室外引流時，引流管經皮下穿刺而至體表，并用手术缝合线或縫合釘固定 。 但是腦室外引流導管仍可能会移位，這将使得導管末端移离其预期位置，使得顱內壓測量不準確，或導致導管阻塞。 

### 感染
腦室外引流導管是插入大脑的异物，也就可能導致嚴重感染。歷史上与腦室外引流相关的感染率介於5％到20％以上。   這類感染可能会发展成为严重的脑部感染，称为脑室炎（ventriculitis）。針對腦室外引流導管的感染，已有套裝治療指引，可将感染率降低至不足1％。   

### 神经方面併發症
尽管由於腦室外引流导管穿过大脑而造成神经功能障碍的情况很少见，但這類導管放置不良仍可能與病人的神经系统状况不良有關。 在一份报告中，腦室外引流插入第四脑室過深，作者因而假设患者的昏迷是由于網狀激活系统遭受不當影響所致；該病人的意識狀況在调整腦室外引流後獲得改善。 